# Piper sumpi
Piper sumpi är en pepparväxtart som beskrevs av William Trelease. Piper sumpi ingår i släktet Piper och familjen pepparväxter. Inga underarter finns listade i Catalogue of Life.